# Ferdinand Perier
Ferdinand Perier S.J. (Antwerpen, 22 september 1875 - Calcutta, 10 november 1968) was een Belgisch jezuïet, missionaris en aartsbisschop van Calcutta. Hij werd in 1909 priester gewijd en werd missionaris in India. In 1921 werd Ferdinand Perier benoemd tot hulpbisschop van het aartsbisdom Calcutta en titulair aartsbisschop van Plataea. Van 1924 tot 1960 was mgr. Perier aartsbisschop van Calcutta. Hij was erg betrokken bij de stichting van de Missionarissen van Naastenliefde en steunde het werk van hun stichter, moeder Theresa. Bij zijn emeritaat in 1960 werd mgr. Perier benoemd tot titulair aartsbisschop van Rhoina. Hij was ook betrokken bij het Tweede Vaticaans Concilie.